# ハリストス
ハリストス（（ギリシア語: Χριστός, 教会スラヴ語・ロシア語: Христос）は、中世以降のギリシア語の発音（フリストス）を基にした教会スラヴ語・ロシア語での発音に由来する、日本ハリストス正教会において使われる表記。
現代のギリシア、キプロス等における人名は、フリストスと表記される。
日本の西方教会では「キリスト」に相当するが、これはポルトガル語（Cristo）に由来する表記。

## 用例
- 全能者ハリストス
- ハリストス正教会
- 救世主ハリストス大聖堂
- ハリストス復活大聖堂